# Joell Ortiz
Joell Christopher Ortiz (Brooklyn, Nueva York, 6 de julio de 1980) es un rapero y productor de hip hop puertorriqueño-estadounidense de Brooklyn, Nueva York. Fue miembro del grupo Slaughterhouse.

## Carrera musical

### Álbum
Aunque firmó con Aftermath, Ortiz lanzó un álbum titulado The Brick (Crónicas Bodega ) el 24 de abril de 2007 en Koch Records.
The Brick contaba con la producción de Showbiz & A.G. y The Alchemist, entre otros. Los artistas invitados son los raperos Big Daddy Kane, Styles P, Big Noyd, Akon, Immortal Technique, Grafh, y Ras Kass.

### Salida de Aftermath y unión con Slaughterhouse
Ortiz partió de Aftermath Records el 15 de abril de 2008.
Joell Ortiz junto con Joe Budden, Royce Da 5'9", y Crooked I formaron el supergrupo de hip hop Slaughterhouse. 
Joell hace dos apariciones en el álbum de Royce Da 5'9 "Street Hop", junto con los demás miembros de Slaughterhouse.
Un remix de la canción "Hiphop" cantada por Joel con la colaboración de Jadakiss y Saigon apareció en la radio urbana ficticia The Beat 102.7 del popular videojuego "Grand Theft Auto IV".

## Discografía

### Álbumes de estudio
- The Brick: Bodega Chronicles, (2007, Koch)
  - Singles: "Hip Hop", "Brooklyn", "Latino"
- Slaughterhouse, (2009, With Slaughterhouse)
  - Singles: "Good Times", "Memories"